# گنبد (ملایر)
گنبد (ملایر)، روستایی از توابع بخش مرکزی شهرستان ملایر در استان همدان ایران است.

## جمعیت
این روستا در دهستان حرم‌رود علیا قرار دارد و براساس سرشماری مرکز آمار ایران در سال ۱۳۹۵، جمعیت آن ۱۵۰ نفر (۵۵خانوار) بوده‌است.
مردم روستای گنبد به زبان لری ملایری سخن می گویند. 